# Lyna Vallejos
Evelyn Vallejos (Morón, Buenos Aires, Argentina; 18 de marzo de 1994), conocida artísticamente como Lyna, es una youtuber, escritora, música y celebridad de internet argentina. Su enfoque principal es la producción de gameplays de videojuegos populares como Roblox, Minecraft y Los Sims 4.
Vallejos administra varios canales de YouTube con diversas temáticas. También ha incursionado en la composición de música original. En el ámbito literario, es la autora de la serie de libros Una familia anormal en colaboración con Penguin Random House a partir de 2018. Además, ha participado en el modelaje y cuenta con un título en periodismo.
Hasta mayo de 2023 tenía de 25 millones de suscriptores entre todos sus canales en YouTube. Lyna ostenta el canal femenino de YouTube con la mayor cantidad de suscriptores en Argentina.

## Biografía
Nació el 18 de marzo de 1994 en Ituzaingó, Provincia de Buenos Aires, Argentina, en zona oeste del conurbano bonaerense. Su padre trabajaba como camionero y su madre estaba empleada en un neuropsiquiátrico.
Después de terminar la escuela secundaria, Lyna asistió a la Universidad Nacional de La Matanza, donde estudió Comunicación Social y se graduó como periodista. Complementando su formación en periodismo, inició la creación de contenido en línea, enfocándose en su pasión por los videojuegos.

## Carrera
En 2014, mientras estudiaba Comunicación Social, fundó el canal Lyna, inicialmente centrado en el juego Los Sims 4: su contenido abarcó tutoriales, construcciones y series.
En 2015, empezó a subir vídeos de Minecraft y creó el canal Lyna Vlogs, que se centraba principalmente en vídeos de comedia. También introdujo transmisiones en vivo. En 2016, exploró Roblox y su presencia en Youtube se consolidó.
A principios de 2017, lanzó su primera parodia musical en Roblox, este enfoque musical desencadenó múltiples parodias de diversas canciones. Ese mismo año, participó en eventos como el Club Media Fest o en distintas obras en el Paseo La Plaza, compartiendo escenario con su hermana Melina Vallejos. También participó en la competencia "MTV Legends of Gaming", quedando en el sexto lugar.
Durante 2017, ganó el premio "Gamer del año" en los Kids' Choice Awards Argentina y fue nominada en los Premios Martin Fierro Digitales. Ese año, creó el canal "Lyna Vallejos" para compartir vlogs de viajes. También hizo su debut en el YouTube Rewind. 
En 2018, dejó de subir vídeos de Los Sims 4 y se centró en Roblox. Conoció a Dani Morro en el evento E3 en Los Ángeles, culminando en su matrimonio. En ese mismo año publicó el video Roast Yourself Challenge, lanzó la saga infantil Una familia anormal y su primera canción original, Tú y Yo. 
En 2019, protagonizó el espectáculo de despedida de Una familia anormal y participó en la Feria Internacional del Libro de Buenos Aires.
Entre 2023 y 2024, Lyna Vallejos junto a su esposo Dani presentaron el "Show Lyniel" en Argentina, Chile, Uruguay y Perú, con más de 30,000 espectadores. La obra familiar combina entretenimiento, humor y la participación del público.

## Distinciones

### Premios y nominaciones
| Año  | Premiación                         | Categoría                           | Resultado |
| ---- | ---------------------------------- | ----------------------------------- | --------- |
| 2017 | Martín Fierro Digitales 2017       | Mejor Canal Gamer                   | Nominada  |
| 2017 | Kids' Choice Awards Argentina 2017 | Gamer Del Año                       | Ganadora  |
| 2018 | Martín Fierro Digitales 2018       | Mejor De Los Más Vistos             | Nominada  |
| 2018 | Kids' Choice Awards Argentina 2018 | Gamer Del Año                       | Ganadora  |
| 2021 | 8th Annual Bloxy Awards            | Mejor Creador de Contenido de Video | Nominada  |
| 2022 | Roblox Innovation Awards 2022      | Video Star Of The Year              | Nominada  |
| 2022 | Kids´ Choice Awards México 2022    | Gamer Más Cool                      | Nominada  |

1. ↑  Este es el primer evento en Roblox que presenta a youtubers hispanohablantes.

### Reconocimientos
| Organización | Tipo                   | Galardón              | Razón | !N° | !Año |
| ------------ | ---------------------- | --------------------- | --- | --- | ---- |
| YouTube      | YouTube Creator Awards | Silver Creator Award  | Por la cantidad de cien mil suscriptores en sus canales de YouTube: Lyna, Lyna Vlogs, Lyna Vallejos, Lyna y sus Juguetes, I am Evelyn, Lyniel, Lyna Music, Lynita. | 8   | 2016 |
| YouTube      | YouTube Creator Awards | Gold Creator Award    | Por la cantidad de un millón de suscriptores en sus canales de YouTube: Lyna, Lyna Vlogs, Lyna Vallejos, Lyna y sus Juguetes                                       | 4   | 2017 |
| YouTube      | YouTube Creator Awards | Diamond Creator Award | Por la cantidad de diez millones de suscriptores en su canal de YouTube: Lyna.                                                                                     | 1   | 2021 |
| Roblox       | Roblox Stars Awards    | Bronze Block          | Por la cantidad de cien mil seguidores en su perfil de Roblox: Lynitaa                                                                                             | 1   | 2020 |
| Roblox       | Roblox Stars Awards    | Silver Block          | Por la cantidad de un millón de seguidores en su perfil de Roblox: Lynitaa                                                                                         | 1   | 2021 |

## Libros
En 2018, incursionó en el ámbito literario con la saga best seller de libros "Una familia anormal" . Estos libros tuvieron una buena recepción, con ventas que superaron las 500 000 copias en países como Argentina, Uruguay, Chile, Perú, México y España.En 2024, lanzó el primer tomo de la nueva serie "Lyniel", una secuela que retoma la historia de los personajes principales de "Una familia anormal", ahora adultos y explorando su vida en pareja.

### Juveniles

#### SerieUna Familia Anormal
1. Una familia anormal. En busca del tesoro de Minuca (1 de octubre de 2018)
2. Una familia anormal. El misterio de la hechicera (1 de mayo de 2019)
3. Una familia anormal. Y unas vacaciones muy extrañas (1 de febrero de 2020)
4. Una familia anormal. Y el cruce de los universos (1 de junio de 2021)
5. Una familia anormal. Y la capa superpoderosa (1 de agosto de 2023)

Serie Lyniel
1. Lyniel. La gran boda (1 de abril de 2024)

#### Obras relacionadas
- “El mundo de Lyna” (1 de mayo de 2020)
- "El nuevo fútbol"  en colaboración con Nike (7 de octubre de 2021)
- “Pack relanzamiento: Una familia anormal” (1 de julio de 2022)
- “Jugá Con Lyna” (12 de julio de 2022)
- “El planner de Lyna” (1 de octubre de 2022)
- “Las Aventuras De Lyna Y Dani: Elige Tu Historia” (1 de mayo de 2023)
- El Album de Recuerdos de Lyna (1 de junio de 2023)
- My crazy book (1 de noviembre de 2024)
- La semana de las mascotas (1 de diciembre de 2024)
- La casita de juegos de Lyniel (1 de diciembre de 2024)

## Discografía
Su discografía se divide en dos vertientes musicales:
| Sencillos de Lynita: |                                                              |                                                               |          |  |
| N.º                  | Título                                                       | Fecha de publicación                                          | Duración |  |
| 1.                   | «Son mis bebés» (Sencillo)                                   | 19 de septiembre de 2020                                      | 3:15     |  |
| 2.                   | «Tu pesadilla» (Sencillo)                                    | 31 de octubre de 2020                                         | 3:00     |  |
| 3.                   | «Chocolatito» (Sencillo) (ft. Chocoblox)                     | 10 de diciembre de 2020                                       | 2:26     |  |
| 4.                   | «Ya es Navidad» (Sencillo)                                   | 22 de diciembre de 2020                                       | 1:47     |  |
| 5.                   | «10 Millones de Razones» (Sencillo)                          | 28 de mayo de 2021                                            | 1:54     |  |
| 6.                   | «Te quiero» (Sencillo)                                       | 24 de septiembre de 2021                                      | 3:32     |  |
| 7.                   | «Cuando es Navidad» (Sencillo)                               | 24 de diciembre de 2021                                       | 2:06     |  |
| 8.                   | «Adiós Lyna (Distinta pero igual)» (Sencillo)                | 17 de junio de 2022                                           | 3:15     |  |
| 9.                   | «Mi otra mitad» (Sencillo)                                   | 25 de febrero de 2023                                         | 2:48     |  |
| 10.                  | «Humita, ¡ven aquí!» (Sencillo)                              | 6 de mayo de 2023                                             | 2:38     |  |
| 11.                  | «Choco-chocolate» (Sencillo) (ft. Chocoblox)                 | 4 de julio de 2023                                            | 1:57     |  |
| 12.                  | «rayito de luz» (Sencillo)                                   | 29 de julio de 2023                                           | 2:48     |  |
| 13.                  | «Siempre lo Intento» (Sencillo) (ft. Cuadradito y Circulito) | 9 de marzo de 2024                                            | 2:36     |  |
| 14.                  | «Ya no me vuelvo a enamorar (Sped up)»                       | 3 de noviembre de 2024                                        | 2:43     |  |
| 15.                  | «Mora»                                                       | 30 nov. 2024 (no hay datos de cuando se lanzó solo el audio.) | 3:31     |  |
| 16.                  | «Las Escondidas»                                             | 16 ago. 2024                                                  | 2:41     |  |
| 17.                  | «Hora de Dormir»                                             | 2 nov. 2024 (no hay datos de cuando se lanzó solo el audio.)  | 2:07     |  |
| 18.                  | «Te Cuidaré»                                                 | 16 ago. 2024 (aun no hay video oficial)                       | 1:59     |  |
| 19.                  | «Son mis bebés (Nueva era)»                                  | 16 ago. 2024                                                  | 3:15     |  |

| Sencillos de Lyna Music: |                                                    |                         |          |  |
| N.º                      | Título                                             | Fecha de publicación    | Duración |  |
| 1.                       | «Tú y yo» (Sencillo)                               | 14 de agosto de 2018    | 2:48     |  |
| 2.                       | «Roast Yourself Lyniel» (Sencillo) (ft. Chocoblox) | 16 de agosto de 2019    | 2:45     |  |
| 3.                       | «Loca enamorada» (Sencillo)                        | 23 de noviembre de 2020 | 2:09     |  |
| 4.                       | «Lo tengo todo» (Sencillo)                         | 1 de octubre de 2021    | 2:50     |  |
| 5.                       | «estrella fugaz» (Sencillo)                        | 29 de julio de 2023     |          |  |
| 7.                       | «Brillaré»                                         | 24 de agosto de 2024    | 2:56     |  |

## Show
Incursionó en el ámbito teatral. Participó en obras en el Paseo La Plaza y pequeñas participaciones en el Luna Park y el Club Media Fest.
En 2023, Lyna y su esposo Dani presentaron el espectáculo "Show Lyniel", una obra de teatro familiar. La trama sigue a los protagonistas, Lyna y Dani, que se encuentran realizando su espectáculo cuando son interrumpidos por la Abuela Rita a través de videollamadas. La Abuela Rita, con su carisma y picardía, desafía a Lyna y Dani a participar en tres retos a cambio de una canasta de dulces. La trama se centra en estos tres desafíos que los protagonistas deben superar, con la participación activa del público, que anima a los competidores.

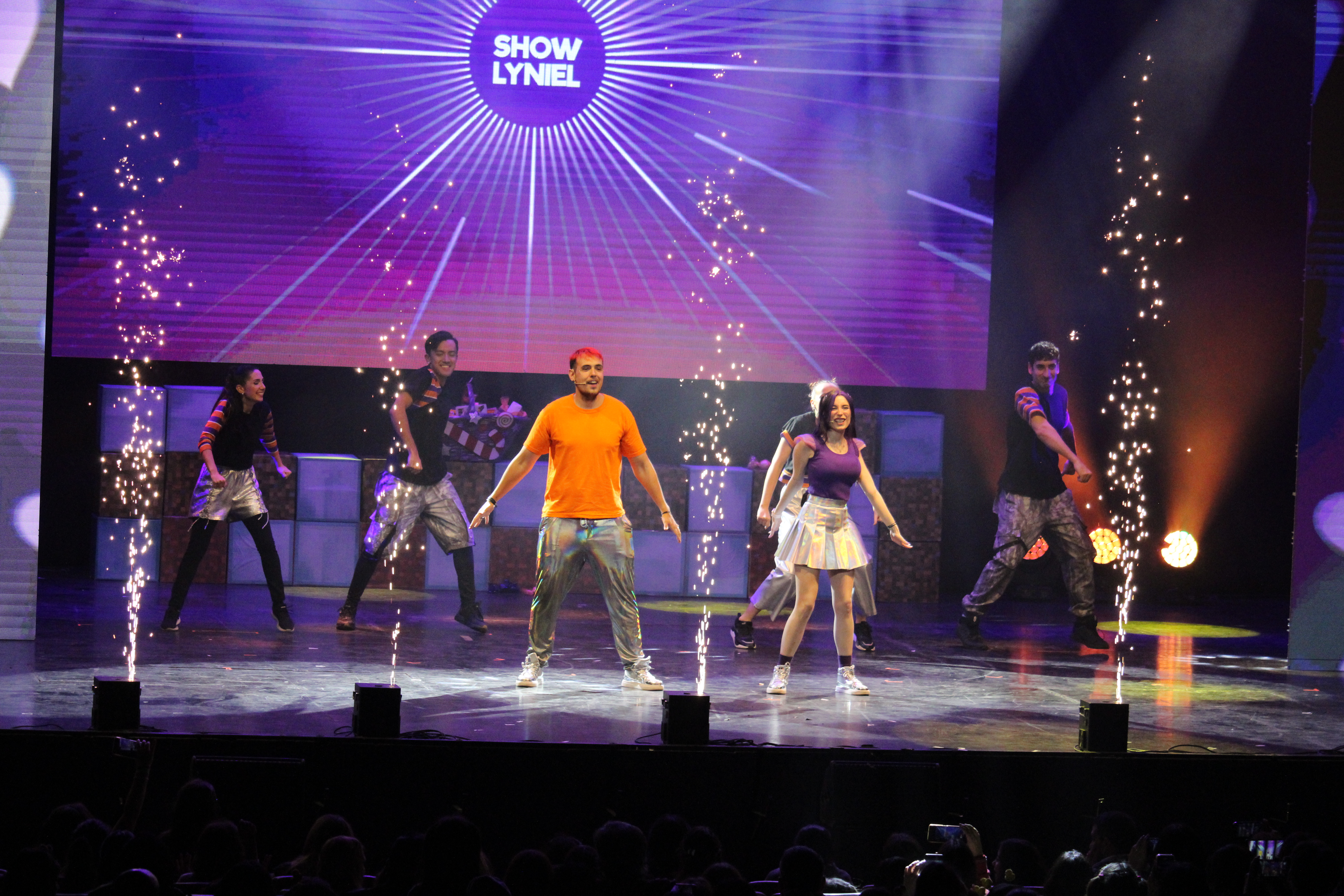
Lyna Vallejos y Dani Morro durante el espectáculo 'Show Lyniel' en el Teatro Gran Rex en 2024.

La gira comenzó en enero en el Teatro El Nacional de Buenos Aires, donde realizaron cuatro funciones. En octubre, vuelven a Buenos Aires nuevamente en el Teatro Gran Rex, donde realizaron dos funciones con una capacidad de 3,262 espectadores cada una. Llevaron el show a Montevideo, Uruguay, con tres presentaciones en el Teatro Stella, y también se presentaron en el Teatro Oriente de Santiago, Chile, con tres funciones.
En abril de 2024, anunciaron que "Show Lyniel" regresaría con una gira de despedida, que incluiría presentaciones adicionales en Uruguay y Chile, así como nuevas fechas en Perú, México y varias provincias de Argentina. En mayo y junio de 2024, realizaron cuatro funciones en el Teatro Gran Rex de Buenos Aires, dos funciones en Quality Espacio en Córdoba, una función en Arena Maipú en Mendoza y una en el Teatro El Círculo en Rosario. Además, se presentaron en el Teatro Teletón en Santiago de Chile y en la Gran Arena Monticello en Mostazal, Chile. La gira también incluyó dos funciones más en el Teatro Stella de Montevideo y culminó con dos funciones en el Teatro Canout en Lima, Perú.
Durante estas giras, a las que asistieron más de 30,000 espectadores entre 2023 y 2024, además de los espectáculos, se organizaron encuentros con fans para firmar libros y distintas entrevistas.

## Videojuegos
Ha incursionado en el mundo de los videojuegos con títulos como:
Lyna World: Un juego que permite crear y compartir historias personalizadas con personajes y escenarios diversos.
Humita Run!: Un juego de rol en el que los jugadores controlan a un hurón llamado Humita, quien debe escapar de la hora del baño.